# Gli otto peccati capitali della nostra civiltà
Gli otto peccati capitali della nostra civiltà è un libro di Konrad Lorenz pubblicato per la prima volta in lingua tedesca nel 1973, vale a dire nello stesso anno in cui il padre dell'etologia ricevette il premio Nobel per la medicina.
In questo libro Lorenz tratta dei processi e dei comportamenti umani che, a parere dell'autore, nel corso degli ultimi anni hanno portato ad una progressiva disumanizzazione del genere umano.
Il corpo testuale del libro trae origine da una serie di conferenze tenute da Lorenz tra il mese di novembre e quello di dicembre del 1970 per la Bayerischen Rundfunk (Radio Bavarese) di Monaco; ciò si riflette sia nelle frasi brevi e concise che caratterizzano tutti i capitoli del libro, sia nella penuria di note, documenti e riferimenti ad altri autori che giustifichino le tesi esposte dallo scienziato austriaco. Quest'ultimo aspetto fa dello scritto un saggio atipico, ma non intacca, tuttavia, la sua importanza. Il libro ottenne, infatti, negli anni immediatamente successivi alla sua pubblicazione, un notevole successo non solo nella cerchia di intellettuali austriaci e tedeschi del tempo, ma anche tra la gente comune: furono questi ultimi, infatti, a incoraggiare Lorenz a pubblicare il testo delle conferenze dopo averle ascoltate alla radio, come egli stesso scrive nelle note introduttive dell'opera:

## Origine dell'opera
Le prime stesure dei capitoli del libro vennero pubblicati nel 1973 come parte di una festschrift (pubblicazione celebrativa) per i 70 anni di Eduard Baumgarten.

## Contenuti
Konrad Lorenz espone in quest'opera i tratti fondamentali della sua "interpretazione naturalistica del genere umano", che da allora in poi divenne un punto fermo per diverse branche della scienza, come la biologia, l'ecologia, la genetica, ma soprattutto per la scienza di cui rappresenta il cofondatore: l'etologia comparata.

Nel primo capitolo del libro, intitolato "Caratteristiche funzionali e disfunzioni dei sistemi viventi", Lorenz parla di come in quegli anni stesse perdendo gradualmente la convinzione di pensare all'uomo come un "essere dagli istinti ridotti", giustificando questa tesi con quanto segue:

Esempi di questi impulsi sono rappresentati, secondo Lorenz, da parole come "odio", "amore", "diffidenza", "fedeltà", "ira", che non sono differenti da comportamenti istintuali tipici del mondo animale che in etologia prendono il nome, ad esempio, di aggressività, territorialismo, istinto alla cova, etc.
Nel 1975 Walter Shurian elencò i tre "dogmi" filosofico-culturali di Lorenz, estrapolabili da un'attenta lettura dell'opera, nel seguente modo:
1. Le storie delle società umane sottostanno alle medesime leggi biologiche che regolano il regno animale.
2. Le leggi dei meccanismi sociali ed economici rivestono un ruolo di secondaria importanza nel determinare il decorso della Storia, poiché anche queste leggi sottostanno alle primarie leggi biologiche.
3. L'influenza delle capacità cognitive dell'uomo è anch'essa di secondaria importanza per le medesime ragioni esposte sopra.

		
Partendo da questi presupposti fondamentali l'autore analizza e descrive, nei successivi capitoli del libro, otto fenomeni sociali ("processi di disumanizzazione") che Lorenz interpreta come segni di un conflitto tra la natura biologica dell'uomo e le pratiche sociali imposte dal modello "pseudo-democratico" vigente negli ultimi due secoli:
1. La sovrappopolazione della Terra.
2. La devastazione dell'habitat umano.
3. L'accelerazione di tutte le dinamiche sociali a causa della competizione fra uomini.
4. Il bisogno di soddisfazione immediata di tutte le esigenze, primarie o secondarie che siano.
5. Il deterioramento genetico causato dalla scomparsa della selezione naturale.
6. La graduale scomparsa di antiche tradizioni culturali.
7. L'indottrinamento favorito dal perfezionamento dei mezzi di comunicazione.
8. La corsa agli armamenti nucleari.